# بالدوين (جورجيا)
بالدوين (بالإنجليزية: Baldwin, Georgia)‏ هي مدينة تقع في مقاطعة هابرشام، جورجيا, مقاطعة بانكس، جورجيا بولاية جورجيا في الولايات المتحدة. تبلغ مساحة هذه المدينة 12.7 (كم²)، وترتفع عن سطح البحر 466 م، بلغ عدد سكانها 3279 نسمة في عام 2010 حسب إحصاء مكتب تعداد الولايات المتحدة.

## وصلات خارجية
- www.cityofbaldwin.org
- Cities & Counties - Georgia.gov